# Véronique de la Passion
Pour les articles homonymes, voir Passion.
Sophie Leeves (en religion Mère Véronique de la Passion OCD), née le 1er octobre 1823 à Constantinople (Empire ottoman) et décédée le 16 novembre 1906 à Pau (France) est une religieuse carmélite anglaise, cofondatrice de la congrégation indienne des sœurs du Carmel apostolique. 
Née dans une famille anglicane, son père est pasteur pour l'ambassade d'Angleterre à Constantinople. Enfant, elle apprend le grec et le latin et voyage dans le bassin méditerranéen. Après la mort de son père, elle se convertit au catholicisme (provoquant un scandale et une rupture familiale), puis progressivement décide d'entrer en religion . 
Elle entre dans la congrégation des sœurs de Saint-Joseph-de-l'Apparition le 14 septembre 1851. En 1862 elle est envoyée en Inde, à Mangalore, ouvrir un couvent école. Quelque temps plus tard elle rentre en France avec le souhait de changer de congrégation et d'entrer dans l'Ordre du Carmel. Ayant obtenu les autorisations nécessaires, elle entre au couvent de Pau en 1867. L'année suivante elle ouvre une maison de formation pour fonder une nouvelle congrégation : le Carmel apostolique. Un premier groupe de religieuses est envoyé en Inde en 1870 pour y établir une première fondation pendant que Mère Véronique reste en France pour former de nouvelles religieuses. La fondation se passe mal, les liens avec l'évêque de Mangalore se dégradent et Mère Véronique ferme sa maison de noviciat et revient au Carmel de Pau.
En 1875, elle est nommée responsable du groupe de 10 carmélites qui partent en Palestine fonder un couvent à Bethléem. Par correspondance Mère Véronique soutient et encourage les religieuses du Carmel apostolique indien, qui ayant survécu à une période de turbulences, commence à se développer.
Après plusieurs années en Palestine, fatiguée par l'age et les conditions de vie très rude, Mère Véronique rentre en France en 1887. Elle décède au carmel de Pau le 16 novembre 1906. 
Son procès en béatification est ouvert en 1999, et le Vatican publie le décret relatif aux  vertus héroïques de la carmélite le 9 juillet 2014.

## Biographie

### Famille, jeunesse et conversion
Sophie Leeves voit le jour, le 1er octobre 1823. Son père, Henry Daniel Leeves, est pasteur anglican, aumônier de l'ambassade d’Angleterre auprès de l'Empire ottoman à Constantinople,. Sa mère, Sophia Mary Haultain appartient à une famille de militaires anglais. Sophie est la seconde enfant d'une famille de cinq frère et sœurs. Elle reçoit une éducation chrétienne soignée et stricte, dans la tradition anglicane. Durant son adolescence elle voyage fréquemment avec sa famille à travers les pays méditerranéens. 
Peu après la naissance du dernier enfant, en juin 1829, le pasteur Leeves, bon connaisseur des langues bibliques, s’installe en Grèce car on lui demande de traduire la Bible en grec. La famille réside à Corfou, puis à Syros et finalement à Athènes (1840). Durant leur adolescence, Sophie et sa sœur Mary-Ann sont astreintes tous les matins à lire pour leur père un passage du Nouveau Testament en grec, et à le traduire en anglais. Cela lui donne un goût prononcé pour l’Écriture sainte, qui sera « un grand soutien pour sa conversion plus tard ». À noter qu'en plus de connaitre le latin et le grec, Sophie parle également le français et l'italien (avec l'anglais sa langue maternelle).
À Athènes la jeune fille connaît une vie sociale et mondaine active. Mais tout semble s’arrêter pour elle lorsque son père meurt inopinément à Beyrouth, lors d’un voyage vers la Terre sainte (1845). Sophie n’a alors que 22 ans. La famille retourne en Angleterre, où Sophie et sa sœur Mary-Ann sont attirées par le courant pro-catholique de l’église anglicane. Peu avant leur arrivée, en 1845, la conversion au catholicisme de John Henry Newman avait fait grand bruit.   
C’est à Malte alors qu’elle y passe l’hiver avec sa mère et sa sœur que Sophie fait le pas décisif. L’Eucharistie comme transformation réelle du pain consacré en corps et en sang du Christ lui est irrésistible. La dévotion profonde qu’elle ressent la meut à demander son admission dans l’Église catholique malgré les reproches de sa mère. Elle y est formellement reçue par le père jésuite Henry Segrave (1806-1869), le 2 février 1850. En juin 1851 elle reçoit le sacrement de confirmation des mains de l’évêque de Malte.

### Entrée en vie religieuse
Leur mère devant s’absenter pour un temps prolongé, les deux sœurs Leeves prennent pension chez des religieuses de Syros (Grèce). Par deux fois elle décline des prétendants au mariage, sentant obscurément que son bonheur se trouverait dans la consécration de sa vie à Dieu. Ce souhait trouve sa réalisation lorsqu'elle découvre ce qu'est la vie religieuse chez les sœurs de Saint-Joseph-de-l'Apparition. Malgré une opposition obstinée de sa mère elle entre dans la congrégation le 14 septembre 1851 et y fait sa profession religieuse un an plus tard, prenant le nom de Sœur Véronique de la Passion,. 
D’abord enseignante à Syros elle se rend assez vite à Athènes où elle dirige une école gratuite pour les pauvres du Pirée. Elle y développe un don personnel d’attention auprès des malades et mourants. En juin 1860 Sœur Véronique est appelée à Rome par la nouvelle supérieure générale des sœurs de Saint-Joseph. Lors d’une audience elle reçoit la bénédiction du pape Pie IX : elle se souviendra avec émotion de cette audience. Après six mois à Rome elle est envoyée comme supérieure d’un couvent et école à Trémorel, un petit village de Bretagne (France) où ses qualités d’infirmière, qui se fait parfois même pharmacienne, la rendent très populaire.
Cependant, le climat breton, humide et froid, lui cause des problèmes de santé. De plus, comme elle écrit plusieurs fois à la supérieure générale, elle se sent attirée vers une vie religieuse plus contemplative. Après un an à Trémorel, la Mère Véronique est nommée pour diriger un groupe de religieuses de Saint-Joseph envoyées en Inde, pour une première fondation à Calicut au Kerala.

### Fondation et vie en Inde
Arrivée à Kozhikode en 1862, Mère Véronique ouvre le 27 avril 1862 (avec quelques sœurs) le couvent-école de Saint-Joseph. Garçons et filles, catholiques, protestants et parsis, la fréquentent. Le vicaire apostolique de Mangalore, Marie-Éphrem Garrelon (de) (en religion Marie-Éphrem du Sacré-Cœur de Jésus), un père carme français, cherche alors à développer l’éducation des jeunes filles par la création d’une congrégation religieuse autochtone de spiritualité carmélitaine qui pourrait le seconder dans cette tâche. Il intéresse Mère Véronique au projet. 
Cependant, comme elle est envoyée à Rangoon (Birmanie) pour y redresser un couvent en difficulté ce projet carmélitain semble s’éloigner. Mère Véronique ne reste qu’un an à Rangoon. Sa santé se détériore à un point tel que les docteurs conseillent vivement un retour au pays natal. À la fin de 1865 elle se retrouve à Londres, où elle revoit sa mère après de nombreuses années. Cela lui donne également du temps pour approfondir cet appel à la vie contemplative.

### Entrée au Carmel

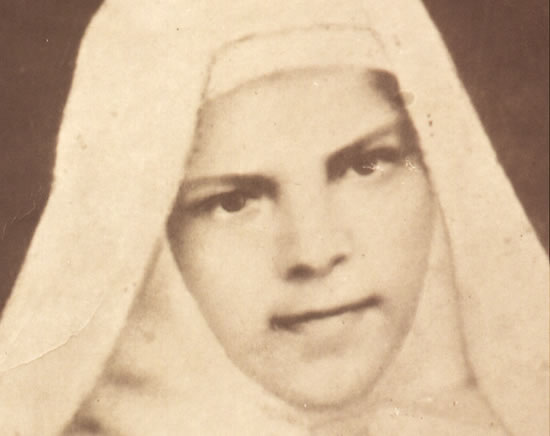
Sainte Marie de Jésus Crucifié (Mariam Baouardy).

Sa santé étant meilleure, la mère Véronique est appelée à être maitresse des novices de la congrégation des sœurs de Saint-Joseph. Le noviciat se trouve à Marseille. De passage à Paris elle revoit Mgr Lucien Garrelon en visite en Europe. Cela ravive son désir de vocation carmélitaine et contemplative. Bien qu'engagée à former une vingtaine de jeunes filles à devenir religieuses de Saint-Joseph - dont la future sainte Mariam Baouardy - elle demande l'autorisation d'entrer dans l'Ordre du Carmel. De fortes oppositions, aussi bien dans sa Congrégation qu’à Rome, diffèrent l’autorisation. Mais la permission lui est finalement accordée, et Mère Véronique entre au carmel de Pau le 15 juin 1867. Mariam Baouardy, l’accompagne à Pau et devient également carmélite. 
Le carmel de Pau n’est qu’une étape. Avec l’approbation du maître général de l’ordre du Carmel, elle quitte Pau en décembre 1867 (après y avoir fait sa profession religieuse le 15 septembre) pour trouver un lieu où fonder et ouvrir une première communauté de religieuses carmélites apostoliques (liée au Tiers-ordre du Carmel). Elle trouve une maison à Bayonne et quelques postulantes y sont reçues en juillet 1868.

### Fondation  du Carmel apostolique
Le 16 juillet 1868 est la date de fondation du Carmel apostolique (rattaché au Tiers-Ordre carmélitain). Elle y forme quelques postulantes et novices dans l’esprit carmélitain. Trois d’entre elles font leurs premiers vœux et sont envoyées en Inde (1870) comme missionnaires dans le diocèse de Mangalore dont Lucien Garrelon est devenu l’évêque en titre,. 
C’est à cette époque que l’expression « Carmel apostolique » commence à circuler dans la correspondance entre Mère Véronique et Mgr Garrelon. La même année, en 1870, Mère Véronique prépare les premières constitutions, appelées « Règles pour les religieuses du troisième ordre de sainte Thérèse ». 
Un premier groupe de 9 religieuses carmélites quitte Pau (6 religieuses cloitrées) et Bayonne (3 religieuses apostoliques) pour l'Inde. Leur voyage est tragique : seules six d’entre elles (3 cloitrées et 3 apostoliques) arrivent à Mangalore, leur destination, où une communauté mixte est fondée le 19 novembre 1870. C'est la première fondation de la nouvelle congrégation en Inde. Bien que considérée comme fondatrice, Mère Véronique  ne les rejoint pas en Inde. On estime meilleur qu’elle continue à former à Bayonne les jeunes postulantes qui seront plus tard envoyées à Mangalore. 
La présence de sœur Marie de Jésus crucifié (Mariam Baouardy) parmi les carmélites cloitrées de Mangalore cause de sérieux problèmes. La jeune mystique arabe a des visions et fait des prophéties qui divisent la communauté et les autorités ecclésiastiques : certains y voient l’œuvre de Satan et d’autres la soutiennent sans réserve. Le conflit s’étend. Mgr Garrelon la renvoie en Europe avec d'autres religieuses en novembre 1872. Il suspend également son vicaire général qui lui était proche et trop favorable. Cela occasionne une rupture entre Mère Véronique de la Passion et Mgr Garrelon dont les relations étaient déjà tendues à cause de vues différences sur l'orientation de la congrégation et de certaines interventions autoritaires que l'évêque y faisait. 
Le carmel apostolique en Inde est alors pris en main par Mgr Garrelon (qui meurt en 1873) et par les pères carmes. À partir du couvent de Sainte-Anne de Mangalore, la congrégation se développe, sous la direction de Mère Marie des Anges (1845-1909) une des premières disciples de Mère Véronique.  
N’ayant plus la confiance de Mgr Garrelon, et par ailleurs l’évêque de Bayonne (également en conflit avec Garrelon) interdisant que d’autres religieuses soient envoyées en Inde, Mère Véronique de la Passion estime que son travail à Bayonne n’a plus de raison d’être. Elle ferme la maison-noviciat en octobre 1873 et demande sa réadmission au carmel de Pau.

### Retour au Carmel de Pau
À 50 ans, le 11 octobre 1873, Mère Véronique de la Passion recommence son noviciat et fait sa profession religieuse solennelle un an plus tard, le 21 novembre 1874.  Surmontant la déception de ne pouvoir rejoindre ses sœurs du carmel apostolique en Inde, la religieuse peut au moins s’adonner à ce qui est toujours été une aspiration profonde de sa vie personnelle : l’union priante à Dieu dans une vie entièrement donnée à la contemplation.

### Fondation du carmel de Bethléem

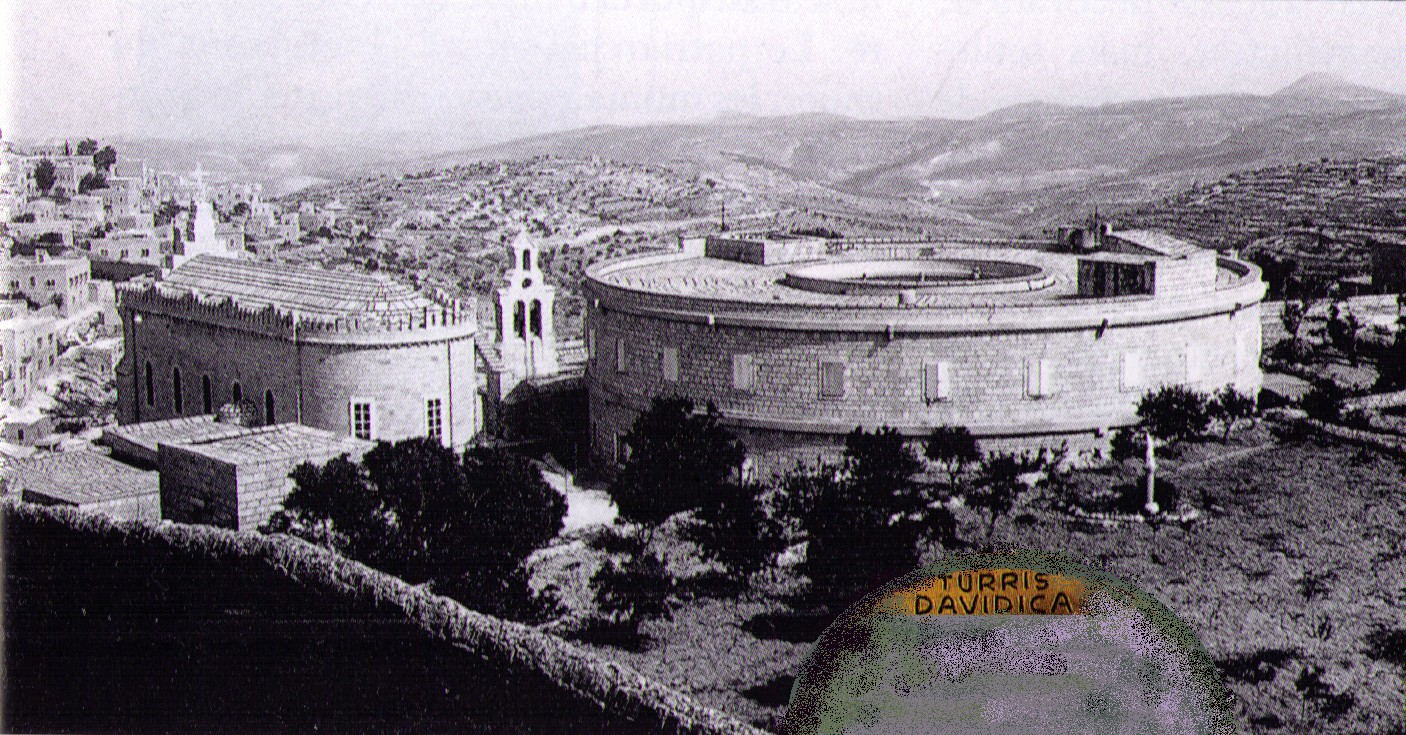
Église et monastère des Carmélites Déchaussées de Bethléem, peu de temps après la construction.

Cependant une nouvelle tâche l’attend bientôt. Depuis quelque temps le carmel de Pau prépare une fondation en Terre sainte. Quand la décision est enfin prise, Mère Véronique de la Passion est nommée responsable du groupe de 10 religieuses qui y sont envoyées le 20 août 1875. La jeune mystique et visionnaire arabe Mariam Baouardy en fait partie. 
A Bethléem, tout est à faire : y compris construire le couvent. Mère Véronique mène ce projet tambour battant et le 21 novembre 1876, les travaux terminés, le couvent béni par le patriarche de Jérusalem, les religieuses peuvent commencer leur vie régulière dans leur nouveau couvent. Elles y retrouvent avec grande joie « solitude et silence ». 
Deux ans plus tard, le 26 août 1878, la jeune carmélite arabe, sœur Marie de Jésus Crucifié (Mariam Baouardy) meurt à Bethléem; elle a 33 ans. C'est une épreuve pour Mère Véronique, qui l’avait accompagnée spirituellement depuis son noviciat et l’avait toujours soutenue même aux jours d’incompréhension générale la plus grande.  
Durant ces années à Bethléem, comme le montre sa correspondance, elle reste en contact avec le Carmel apostolique indien et encourage chaleureusement celles qu’elle appelle « mes chers enfants ». La supérieure générale, Mère Marie des Anges, sollicite sa prière et son soutien alors que la toute jeune congrégation passe par une crise grave : Mgr Garrelon y admet trop librement des religieuses en brouille avec leur propre congrégation, mettant en péril la communauté naissante. 
La vie à Bethléem n’est pas facile. Le climat est très chaud, le travail manuel trop rude pour une carmélite âgée (elle a 63 ans), et de plus ce carmel a adopté la règle carmélitaine la plus stricte. La religieuse écrit en 1885 : « Travailler dur et vivre uniquement de pain et d'eau était trop difficile pour une vieille dame ». 
Mère Véronique connait également les affres de la nuit spirituelle : elle est assaillie de scrupules et lutte contre l’impression d’être abandonnée par Dieu. Finalement elle demande et obtient la permission de retourner au carmel de Pau en 1887.

### Deuxième retour à Pau
Mère Véronique vit encore une quinzaine d’années au carmel de Pau, écrivant l’histoire des origines du Carmel apostolique à la demande du Père Lazare de la Croix, et une première biographie, faite de réminiscences personnelles, de la jeune carmélite, sœur Marie de Jésus crucifié, qu’elle a bien connue et dont il est déjà question d’ouvrir un procès de béatification.
Pour sa consolation, les lettres reçues de Mère Marie des Anges lui assurent qu’avec l’arrivée du jésuite Nicola Pagani comme évêque du diocèse de Mangalore, paix et stabilité sont revenues dans la congrégation indienne. Mgr Pagani lui-même lui rend visite à Pau en 1890. Et de même Mère Marie des Anges, en avril 1892. Sa grande joie est de voir son Carmel apostolique être affilié officiellement à l’Ordre du Carmel, le 5 septembre 1892, et en recevoir tous les privilèges spirituels. 
Ses dernières années lui apportent d’autres consolations. D’abord un rapprochement avec sa famille, toujours restée résolument anglicane, dont plusieurs membres - parmi eux un cousin devenu pasteur - lui rendent visite et demandent sa prière. Ensuite l’Ordre du Carmel ouvre la cause de la béatification de Sœur Marie de Jésus crucifié, dont elle publie une courte biographie en 1903.    
Percluse d’infirmités diverses et confinée à l’infirmerie du carmel, elle décline lentement et attend sereinement et « avec impatience » la mort. Elle meurt le 16 novembre 1906, à l’âge de 83 ans. Elle est enterrée dans le cimetière communal de Pau.

## Béatification
Le 16 juillet 1999 les religieuses du Carmel apostolique ouvrent officiellement la cause de la béatification de leur fondatrice, Mère Véronique de la Passion.
Le 9 juillet 2014, Mère Marie Véronique de la Passion est déclarée vénérable par le pape François.

## Écrits
Mère Véronique de la Passion a laissé une autobiography, de très nombreuses lettres et des Regulations for the nuns of the third order of St Teresa. 
- (en) Véronique de la Passion, Carmel in India, Burns & Oates, 1895, 128 p. (réédité à Mangalore en 1964).
- Véronique de la Passion et E. Herbert, Vie merveilleuse de Sœur Marie de Jésus crucifié, vol. 3, Montpellier, 1903.